# Mansuphantes korgei
Mansuphantes korgei är en spindelart som först beskrevs av Michael Ilmari Saaristo och Andrei V. Tanasevitch 1995.  Mansuphantes korgei ingår i släktet Mansuphantes och familjen täckvävarspindlar.
Artens utbredningsområde är Turkiet. Inga underarter finns listade i Catalogue of Life.